# Адольф Лео Оппенгайм
Адольф Лео Оппенгайм, нім. A(dolph) Leo Oppenheim (7 червня 1904, Відень — 21 липня 1974) — австрійсько-американський мовознавець й історик, один з найвідоміших ассирологів свого покоління, відповідальний редактор Чиказького ассирійського словника (Chicago Assyrian Dictionary), що видавався під егідою Інституту сходознавства Чиказького університету в 1955–1974 р. за редакцією професора Джона Вілсона.

## Біографія
Народився у Відні. Захистив докторську дисертацію у Віденському університеті в 1933 році. 1938 року разом з дружиною Елізабет встиг в останній момент втекти із окупованої нацистами Австрії, тоді як його батьки стали жертвами Голокосту. Після кількох важких років у США отримав 1947 року посаду асистента в Чиказькому університеті. Повноправним викладачем став 1950 року, а 1952 року був призначений помічником редактора Чиказького ассирійського словника, який готувався до друку під егідою Університету. Видання словника планувалося ще з 1921 року, врешті його обсяг склав більше 20 томів. У співпраці з Ерікою Райнер Оппенгайм продовжував редагувати словник аж до своєї несподіваної смерті в 1974 році.
Як писав ассиролог Е. А. Спайзер, Оппенгайм прочитав більше клинописних написів, ніж будь-хто інший з наших сучасників. Глибокі знання аккадскої мови допомогли Оппенгайму реконструювати картину повсякденного життя стародавньої Месопотамії.
Найважливішою працею Оппенгайма є книга «Стародавня Месопотамія. Портрет мертвої цивілізації» (1964). Його спроби реформувати ассирологію, зокрема у праці «Assyriology — Why and How?», були сприйняті як виклик щодо його колег. Песимістичне ставлення Оппенгайма з приводу неможливості реконструкції низки аспектів месопотамського життя (зокрема, релігії) контрастували з його життєлюбним та оптимістичним характером.

## Твори
- Untersuchungen zum babylonischen Mietrecht. Vienna (Wien): Selbstverlag des Orientalischen Institutes der Universität. 1936.
- Ancient Mesopotamia: portrait of a dead civilization. Chicago: University of Chicago Press. 1964. (reprint ISBN 0-226-63186-9)
- Letters from Mesopotamia. Chicago: University of Chicago Press. 1967.
- Essays on Mesopotamian civilization selected papers of A. Leo Oppenheim. Chicago: University of Chicago Press. 1974. (edited by Erica Reiner and Johannes Renger)
- Glass and glassmaking in ancient Mesopotamia. London: Associated University Presses. 1988. ISBN 0-87290-058-4.